# Hôtel de Guise (Blois)
Pour les articles homonymes, voir Hôtel de Guise (homonymie).
L'hôtel de Guise est un hôtel particulier classé comme monument historique, situé à Blois (Loir-et-Cher).

## Localisation
L'hôtel de Guise est situé au no 18 de la rue Chemonton à Blois, en Centre-Val de Loire.

## Historique
Construit au XVIe siècle, l'hôtel de Guise est le témoin d'une époque de transition architecturale entre le style gothique et la Renaissance. À l'origine, il s'agit d'une résidence noble commandée par une famille de l'aristocratie française. Son nom, "hôtel de Guise", évoque peut-être un lien avec la prestigieuse maison de Guise, une famille princière influente à cette époque.
L'histoire de cet édifice est étroitement liée à l'évolution de la ville de Blois et aux changements politiques et sociaux qui ont marqué la France à travers les siècles. Témoin des vicissitudes de l'histoire, il a survécu aux bouleversements de la Révolution française, aux guerres et aux changements de régime, conservant ainsi son caractère unique et son héritage architectural.

## Architecture
L'architecture de l'hôtel de Guise témoigne du raffinement de la Renaissance française. Sa façade sur jardin, composée de deux bâtiments reliés par un élégant escalier éclairé par des fenêtres jumelées en plein cintre, reflète l'harmonie entre les lignes gothiques et les formes classiques de la Renaissance. Les moulures encore gothiques, datant de la fin du XVe siècle, contrastent avec les éléments Renaissance plus typiques, tels que les médaillons sculptés ornant la frise entre les étages.
Chaque détail architectural raconte une histoire, de la noblesse des moulures aux médaillons qui témoignent du talent des artisans de l'époque.
De nos jours, l'hôtel de Guise a été divisé en 36 appartements.

## Patrimonialité

### Protection et label
Inscrit monument historique depuis le 2 mars 1934, l'hôtel de Guise est protégé en raison de son importance architecturale et historique. Cette mesure vise à préserver ce patrimoine remarquable pour les générations futures.

### Statut juridique
Bien que classé monument historique, l'hôtel de Guise reste la propriété d'une société privée. Sa transformation en appartements témoigne de l'évolution de son utilisation tout en préservant son caractère historique au cœur de la ville de Blois.